# Venoy
Venoy est une commune française située dans le département de l'Yonne en région Bourgogne-Franche-Comté.

## Géographie

### Climat
Pour des articles plus généraux, voir Climat de la Bourgogne-Franche-Comté et Climat de l'Yonne.
En 2010, le climat de la commune est de type climat océanique dégradé des plaines du Centre et du Nord, selon une étude du Centre national de la recherche scientifique s'appuyant sur une série de données couvrant la période 1971-2000. En 2020, Météo-France publie une typologie des climats de la France métropolitaine dans laquelle la commune est exposée à un climat océanique altéré et est dans la région climatique  Lorraine, plateau de Langres, Morvan, caractérisée par un hiver rude (1,5 °C), des vents modérés et des brouillards fréquents en automne et hiver. 
Pour la période 1971-2000, la température annuelle moyenne est de 11 °C, avec une amplitude thermique annuelle de 15,8 °C. Le cumul annuel moyen de précipitations est de 768 mm, avec 12,2 jours de précipitations en janvier et 7,9 jours en juillet. Pour la période 1991-2020, la température moyenne annuelle observée sur la station météorologique de Météo-France la plus proche, « Chablis_sapc », sur la commune de Chablis à 12 km à vol d'oiseau, est de 11,6 °C et le cumul annuel moyen de précipitations est de 740,3 mm. 
La température maximale relevée sur cette station est de 42,6 °C, atteinte le 25 juillet 2019 ; la température minimale est de −24,2 °C, atteinte le 16 janvier 1985,,. 
Les paramètres climatiques de la commune ont été estimés pour le milieu du siècle (2041-2070) selon différents scénarios d'émission de gaz à effet de serre à partir des nouvelles projections climatiques de référence DRIAS-2020. Ils sont consultables sur un site dédié publié par Météo-France en novembre 2022.

## Urbanisme

### Typologie
Au 1er janvier 2024, Venoy est catégorisée commune rurale à habitat dispersé, selon la nouvelle grille communale de densité à sept niveaux définie par l'Insee en 2022.
Elle est située hors unité urbaine. Par ailleurs la commune fait partie de l'aire d'attraction d'Auxerre, dont elle est une commune de la couronne,. Cette aire, qui regroupe 104 communes, est catégorisée dans les aires de 50 000 à moins de 200 000 habitants,.

### Occupation des sols
L'occupation des sols de la commune, telle qu'elle ressort de la base de données européenne d’occupation biophysique des sols Corine Land Cover (CLC), est marquée par l'importance des territoires agricoles (74,7 % en 2018), en diminution par rapport à 1990 (76,5 %). La répartition détaillée en 2018 est la suivante : 
terres arables (58,4 %), forêts (17,9 %), prairies (8,3 %), zones agricoles hétérogènes (7,9 %), zones urbanisées (4,7 %), zones industrielles ou commerciales et réseaux de communication (2,8 %). L'évolution de l’occupation des sols de la commune et de ses infrastructures peut être observée sur les différentes représentations cartographiques du territoire : la carte de Cassini (XVIIIe siècle), la carte d'état-major (1820-1866) et les cartes ou photos aériennes de l'IGN pour la période actuelle (1950 à aujourd'hui).

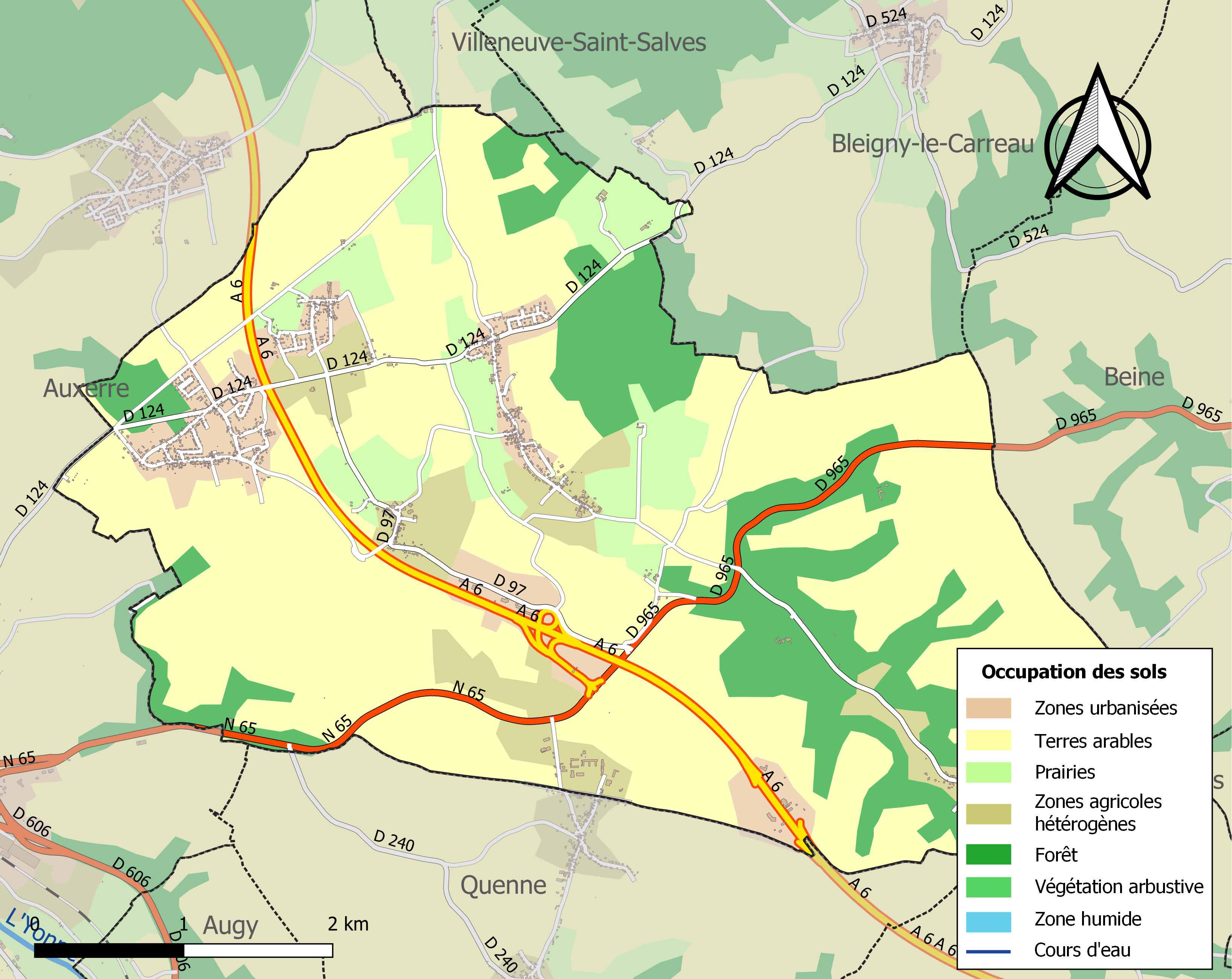
Carte des infrastructures et de l'occupation des sols de la commune en 2018 (CLC).

## Lieux-dits et hameaux
La commune comprend 17 hameaux : 
Venoy (le bourg), La Brosse, Le Buisson, La Chapelle le bas, La Chapelle le haut, La Coudre, Curly, Egriselles, La Belle Etoile, Montallery, Montpierreux, Montreuche, Pontagny, Sainte-Anne, Soleines le bas, Soleines le milieu, Soleines le haut.

## Politique et administration
Venoy fait partie de l'agglomération d'Auxerre, c'est une commune membre de la Communauté de l’Auxerrois.

### Liste des maires
| Période                                  | Période  | Identité             | Étiquette | Qualité                                                    |
| ---------------------------------------- | -------- | -------------------- | --------- | ---------------------------------------------------------- |
| Les données manquantes sont à compléter. |          |                      |           |                                                            |
|                                          |          |                      |           |                                                            |
| 1904                                     | 1925     | Achille Cerceuil     |           |                                                            |
| 1925                                     | 1935     | Anatole Naulin       |           |                                                            |
| 1935                                     | 1965     | Henri Hergot         |           |                                                            |
| 1965                                     | 1977     | Georges Rimbert      |           |                                                            |
| 1977                                     | 1983     | Pierre Queudray      |           |                                                            |
| 1983                                     | 1989     | Robert Coulonge      |           |                                                            |
| 1989                                     | 2001     | Pierre Queudray      |           |                                                            |
| 2001                                     | 2014     | Philippe Maillet     |           |                                                            |
| 2014                                     | En cours | Christophe Bonnefond | UMP-LR    | Conseiller départemental du canton d'Auxerre-3 depuis 2015 |

## Démographie
L'évolution du nombre d'habitants est connue à travers les recensements de la population effectués dans la commune depuis 1793. Pour les communes de moins de 10 000 habitants, une enquête de recensement portant sur toute la population est réalisée tous les cinq ans, les populations de référence des années intermédiaires étant quant à elles estimées par interpolation ou extrapolation. Pour la commune, le premier recensement exhaustif entrant dans le cadre du nouveau dispositif a été réalisé en 2005.

En 2022, la commune comptait 1 747 habitants, en évolution de −2,84 % par rapport à 2016 (Yonne : −1,95 %, France hors Mayotte : +2,11 %).
| 1793  | 1800  | 1806  | 1821  | 1831  | 1836  | 1841  | 1846  | 1851  |
| ----- | ----- | ----- | ----- | ----- | ----- | ----- | ----- | ----- |
| 1 007 | 1 089 | 1 133 | 1 166 | 1 258 | 1 179 | 1 219 | 1 248 | 1 235 |

| 1856  | 1861  | 1866  | 1872  | 1876  | 1881  | 1886  | 1891  | 1896  |
| ----- | ----- | ----- | ----- | ----- | ----- | ----- | ----- | ----- |
| 1 200 | 1 220 | 1 218 | 1 170 | 1 173 | 1 142 | 1 268 | 1 180 | 1 160 |

| 1901  | 1906  | 1911  | 1921 | 1926 | 1931 | 1936 | 1946 | 1954 |
| ----- | ----- | ----- | ---- | ---- | ---- | ---- | ---- | ---- |
| 1 103 | 1 107 | 1 013 | 815  | 798  | 753  | 799  | 806  | 844  |

| 1962 | 1968 | 1975  | 1982  | 1990  | 1999  | 2005  | 2006  | 2010  |
| ---- | ---- | ----- | ----- | ----- | ----- | ----- | ----- | ----- |
| 742  | 840  | 1 193 | 1 605 | 1 649 | 1 593 | 1 619 | 1 641 | 1 767 |

| 2015  | 2020  | 2022  | - | - | - | - | - | - |
| ----- | ----- | ----- | - | - | - | - | - | - |
| 1 780 | 1 750 | 1 747 | - | - | - | - | - | - |

## Lieux et monuments
Venoy accueille le lycée agricole d'Auxerre-La Brosse, qui va de la 4° au BTS.
Possession de l'évêché d'Auxerre jusqu'au Xe siècle, l'évêque Héribert (demi-frère du duc des Francs Hugues le Grand) fait don, avec dix autres églises, de l'église Saint-Maurice de Venoy à l'abbaye Saint-Germain d'Auxerre après que saint Mayeul a rétabli la règle monastique à Saint-Germain.

## Pour approfondir